# Condado de Guilford (Carolina do Norte)
O Condado de Guilford (em inglês:  Guilford County) é um dos 100 condados do estado americano da Carolina do Norte. A sede e maior cidade do condado é Greensboro. Foi fundado em 1771.
O condado possui uma área de 1 703 km², dos quais 1 672 km² estão cobertos por terra e 31 km² por água, uma população de 488 406 habitantes, e uma densidade populacional de 292 hab/km² (segundo o censo nacional de 2010). É o terceiro condado mais populoso da Carolina do Norte.